# Alan Dean Foster
Alan Dean Foster (New York, New York, 1946. november 18. –) amerikai író, forgatókönyvíró.

## Élete
Ugyan New Yorkban született, de Los Angelesben nőtt fel. 1969-ben fejezte be tanulmányait, politikatudományból, és filmes képzőművészetből szerzett diplomát. Majd egy kisebb reklámügynökségnél szövegíróként helyezkedett el.
1968-tól kezdett novellákat írni különböző magazinoknak. Első megjelent írása egy H. P. Lovecraft stílusában írt levélnovella, amelyet August Derleth vásárolt meg, és publikálta saját fél évente megjelenő magazinjában, a The Arkham Kollektor-ban. Közben otthagyta állását.
Első regényét (The Tar-Aiym Krang) 1972-ben adta ki, amelyet sok humoros, néha pedig megrendítő és szívbemarkoló novella, regény, és publicisztika követett. Állandó rendszerességgel jelentek meg írásai minden fontosabb SF magazinban, melyekben több ízben nyerte el az év legjobbja címet.Az 1970-es évek végére már elismert író volt.

### Filmes korszaka
George Lucas is felkérte a Csillagok háborúja regényváltozatának megírására. (Egyesek szerint Fosternek a történet kialakításában is szerepe volt.) Bár ez nem Foster nevén jelent meg, később azért írt még a Star Wars univerzumban játszódó regényt saját néven is. Forgatókönyvíróként köze volt még az első Star Trek-film, a Csillagösvény történetének kialakításához, és ő írta A nyolcadik utas: a Halál, illetve az Alien-trilógia további két részéből készült filmregényt. Szerzője a John Carpenter által rendezett A dolog című filmklasszikus regényváltozatának is.
Foster a számítógépes játékok világából is merített ihletet, a Telarium Corporation (akkori nevén Thrilium) játékfejlesztő cég Shadowkeep című játékából írta meg azonos című regényét. A játék születését mindvégig figyelemmel kísérte. Erről így nyilatkozott:
„Mindenki úgy tekint a számítógépre, mint egy eszközre, holott az nem egy eszköz, hanem egy kapu. Kapu egy másik világra, egy olyan világra, melynek peremvidékeit csak most kezdjük felfedezni”.
Újabb művei közt szerepel a Transformers című film regényváltozata.

## Magyarul megjelent művei
- Csillagok háborúja (Star Wars, 1976) (Bár a könyv George Lucas nevén jelent meg, de a történetet ő írta, illetve a novelláció az ő nevéhez fűződik.)
- A nyolcadik utas: a Halál. Tudományos fantasztikus regény; ford. F. Nagy Piroska; Kozmosz Könyvek, Bp., 1987 (Kozmosz fantasztikus könyvek)
- Az utolsó csillagharcos; ford. Veres Mihály; Móra, Bp., 1987
- A szörnykirálynő; ford. Nemes Ernő; Kozmosz Könyvek, Bp., 1988 (Kozmosz fantasztikus könyvek)
- A bolygó neve: Halál; ford. Nemes Ernő; Móra, Bp., 1988 (Galaktika fantasztikus könyvek)
- A fekete lyuk. Tudományos-fantasztikus regény; ford. Rákosi Ferenc; Gulliver, Bp., 1991
- A végső megoldás a halál. Alien. Alan Dean Foster regénye; David Giler, Walter Hill, Larry Ferguson forgatókönyve alapján, Vincent Ward filmnovellájának felhasználásával; Nemo, Bp., 1992
- Az út végén a halál [A végső megoldás a halál]; ford. F. Nagy Piroska; Móra, Bp., 1992 (Galaktika fantasztikus könyvek)
- Erőpróba. Star wars. A Csillagok háborúja elveszett fejezete; ford. Gálvölgyi Judit; Valhalla Páholy, Bp., 1992 
  - Erőpróba (első kiadása folytatásos formában jelent meg a Robur magazinban, A Jedi-kristály címen)
- Ítélet; ford. Prince-L; Lap-ics, Debrecen, 1993
- A dolog. Alan Dean Foster regénye. John Carpenter filmklasszikusa alapján, ford. Szántai Zsolt; Valhalla Páholy, Bp., 1993
- Kristálykönnyek; ford. Szegi György; Lap-ics, Debrecen, 1994
- Utazás a halál bolygójára; ford. Besnyi Erika; Fátum-ars, Bp., 1994
- Cat-alysator; ford. Cherubion Kft; Lap-ics, Debrecen, 1994
- Elfelejtett űrhajó; ford. F. Nagy Piroska; Móra, Bp., 1994 (Galaktika fantasztikus könyvek)
- Kiberrítus; ford. Mohácsi Enikő; Szukits, Szeged, 1997
- Lala, a hulla; nyersford. Sipka János, ford. Pál Dániel, Pál Tamás; Excalibur, Szeged, 1999
- Mostohámnak; ford. Varga Attila; CAHS, Debrecen, 1999
- Transformers. Alan Dean Foster regénye; Roberto Orci és Alex Kurtzman forgatókönyve alapján, Roberto Orci, Alex Kurtzman, John Rogers történetéből; ford. Novák Gábor; Gold Book, Debrecen, 2007
- Transformers. A múlt árnyai; David Cian története alapján; ford. Békési József; Gold Book, Debrecen, 2007
- Terminátor. Megváltás. Hivatalos filmregény; John Brancato, Michael Ferris forgatókönyve alapján; Delta Vision, Bp., 2009
- Aliens. A bolygó neve: halál; ford. Farkas Veronika; Agave Könyvek, Bp., 2015
- Alien covenant. Eredet; ford. Szántai Zsolt; Szukits, Szeged, 2017
- A közelgő vihar; ford. Oszlánszky Zsolt; Szukits, Szeged, 2017